# Mallophora auromystacea
Mallophora auromystacea är en tvåvingeart som beskrevs av Macquart 1855. Mallophora auromystacea ingår i släktet Mallophora och familjen rovflugor. Inga underarter finns listade i Catalogue of Life.